# Segunda División de Chile 1970
El Campeonato Nacional de Fútbol de Segunda División de 1970 fue el 19° torneo disputado de la segunda categoría del fútbol profesional chileno, con la participación de catorce equipos sin contar a Universidad Técnica que entró en receso indefinido antes del comienzo del torneo.
El torneo se jugó en dos ruedas con un sistema de todos-contra-todos.
El campeón del torneo fue Unión San Felipe, que consiguió el ascenso para la Primera División.
En la parte baja de la tabla de posiciones se ubicó Municipal de Santiago, que volvió a su Asociación de origen, marcando el fin de su paso por el profesionalismo.

## Movimientos divisionales
| Pos | a Primera División de Chile 1970 |
| --- | -------------------------------- |
| 1º  | Lota Schwager (Campeón)          |

| Pos | a Segunda División de Chile 1970 |
| --- | -------------------------------- |
| 1º  | Deportes Ovalle                  |
| 2º  | Badminton Curicó                 |

| Pos | Descendido desde Primera División de Chile 1969 |
| --- | ----------------------------------------------- |
| 1º  | Santiago Morning                                |

| Pos | Asociación de Origen |
| --- | -------------------- |
| 1º  | Trasandino           |

| Pos | Abandono de la Competencia. |
| --- | --------------------------- |
| 1º  | U.T.E                       |

## Equipos participantes
| Equipo             | Ciudad            |
| ------------------ | ----------------- |
| Badminton Curicó   | Curicó            |
| Colchagua          | San Fernando      |
| Coquimbo Unido     | Coquimbo          |
| Deportes Ovalle    | Ovalle            |
| Ferroviarios       | Estación Central  |
| Iberia             | Los Ángeles       |
| Lister Rossel      | Linares           |
| Municipal Santiago | Rengo             |
| Naval              | Talcahuano        |
| Ñublense           | Chillán           |
| San Antonio Unido  | San Antonio       |
| San Luis           | Quillota          |
| Santiago Morning   | Santiago de Chile |
| Unión San Felipe   | San Felipe        |

## Tabla final
| Pos | Equipo                | PJ | PG | PE | PP | GF | GC | Dif | Pts |
| --- | --------------------- | -- | -- | -- | -- | -- | -- | --- | --- |
| 1   | Unión San Felipe      | 26 | 14 | 8  | 4  | 62 | 40 | 22  | 36  |
| 2   | Iberia                | 26 | 16 | 3  | 7  | 35 | 21 | 14  | 35  |
| 3   | Naval                 | 26 | 13 | 8  | 5  | 46 | 24 | 22  | 34  |
| 4   | San Luis de Quillota  | 26 | 14 | 6  | 6  | 52 | 29 | 23  | 34  |
| 5   | Lister Rossel         | 26 | 11 | 6  | 9  | 37 | 45 | -8  | 28  |
| 6   | Deportes Ovalle       | 26 | 10 | 6  | 10 | 45 | 36 | 9   | 26  |
| 7   | Colchagua             | 26 | 7  | 12 | 7  | 46 | 44 | 2   | 26  |
| 8   | Coquimbo Unido        | 26 | 4  | 15 | 7  | 30 | 35 | -5  | 23  |
| 9   | Ferroviarios          | 26 | 8  | 7  | 11 | 37 | 50 | -13 | 23  |
| 10  | San Antonio Unido     | 26 | 8  | 6  | 12 | 32 | 44 | -12 | 22  |
| 11  | Bádminton             | 26 | 5  | 10 | 11 | 35 | 48 | -13 | 20  |
| 12  | Ñublense              | 26 | 6  | 7  | 13 | 38 | 48 | -10 | 19  |
| 13  | Santiago Morning      | 26 | 6  | 7  | 13 | 28 | 43 | -15 | 19  |
| 14  | Municipal de Santiago | 26 | 6  | 7  | 13 | 28 | 44 | -16 | 19  |

PJ=Partidos jugados; PG=Partidos ganados; PE=Partidos empatados; PP=Partidos perdidos; GF=Goles a favor; GC=Goles en contra; Dif=Diferencia de gol; Pts=Puntos
|  | Campeón. Asciende a Primera División |
|  | Juega la liguilla por el descenso    |

## Liguilla por el descenso
| Pos | Equipo                | PJ | PG | PE | PP | GF | GC | Dif | Pts |
| --- | --------------------- | -- | -- | -- | -- | -- | -- | --- | --- |
| 1   | Santiago Morning      | 2  | 2  | 0  | 0  | 12 | 2  | 10  | 4   |
| 2   | Ñublense              | 2  | 1  | 0  | 1  | 3  | 7  | -4  | 2   |
| 3   | Municipal de Santiago | 2  | 0  | 0  | 2  | 2  | 8  | -6  | 0   |

PJ=Partidos jugados; PG=Partidos ganados; PE=Partidos empatados; PP=Partidos perdidos; GF=Goles a favor; GC=Goles en contra; Dif=Diferencia de gol; Pts=Puntos
|  | Desciende a su Asociación de origen |